# Acraea leucofasciata
Acraea leucofasciata är en fjärilsart som beskrevs av Stoneham 1943. Acraea leucofasciata ingår i släktet Acraea och familjen praktfjärilar. Inga underarter finns listade i Catalogue of Life.